# Николай Димитров (футболист, р. 1987)
Вижте пояснителната страница за други личности с името Николай Димитров.
Николай Емилов Димитров (роден на 15 октомври 1987 г.) е бивш български футболист.

## Кариера
Юноша е на Левски от 2001 г. Юношески национал на България. Играе като полузащитник.
През 2005 г. подписва първия си професионален договор с клуба. Изгрява в мач срещу Родопа (Смолян) (6:1), вкарвайки два гола в рамките на две минути.
Отличаващ се със своята техничност, той е една от най-големите надежди на синята школа. Два пъти шампион на България с Левски през 2006 и 2007 г. Носител на Купата на България през 2007 г. В Шампионската лига играе и в двата мача срещу Вердер Бремен, влизайки като резерва. Започва като титуляр в мача срещу Челси в Лондон. Общото му игрово време в най-престижния турнир е около 100 минути.
Силните изяви на Хичо с националната фланелка на младежкия тим хванаха окото на Арсен Венгер и младока изкара пет-дневни проби в Арсенал в края на 2007 г.
В началото на 2008 г. е избран за най-проспериращ играч в Българското първенство, а отличните му изяви хващат окото и на други европейски клубове като Нюкасъл и Динамо (Москва). През май 2010, заедно с Георги Сърмов подписва с турския Касъмпаша.